# Anlhac
Anlhac (en francès Anlhiac) és un municipi francès situat al departament de la Dordonya i a la regió de la Nova Aquitània.

## Demografia
| 1962                                       | 1968 | 1975 | 1982 | 1990 | 1999 | 2007 |
| ------------------------------------------ | ---- | ---- | ---- | ---- | ---- | ---- |
| 374                                        | 347  | 303  | 330  | 269  | 300  | 283  |
| Des de 1962: població sense dobles comptes |      |      |      |      |      |      |

## Administració
| Període   | Identitat       | Partit |
| --------- | --------------- | ------ |
| 1977-2001 | Henri Faure     | PCF    |
| 2001-     | Michel Roubinet |        |